# 王游乙文
王游乙文（1996年10月16日—）為臺灣女子籃球運動員，現效力於電信女籃。王游乙文來自宜蘭縣，生於新北市，冠母姓從「游乙文」變成「王游乙文」，國小三年級加入桌球隊，後變成田徑隊成員，進入石牌國中踏上籃球路，在淡水商工三年級時助隊奪冠，擁有U18以及U19資歷，高中畢業後赴日就讀拓殖大學國際學，2020年返回臺灣投入WSBL選秀，在選秀會上首輪第二順位獲得電信女籃青睞。

## 外部連結
- 王游乙文在fiba.basketball（英语）
- 王游乙文在archive.fiba.com（存檔）（英语）
- 王游乙文在Eurobasket.com（球員）（英语）
- 王游乙文在Eurobasket.com（球員）（英语）
- 王游乙文在Eurobasket.com（球員）（英语）